# Maison d'Arlequin

La maison d'Arlequin (en italien, Casa di Arlecchino) est l'ancienne demeure de la famille noble Grataroli[réf. nécessaire]. Elle est maintenant un musée consacré au célèbre personnage de la commedia dell'arte Arlequin, situé dans le bourg médiéval d'Oneta, frazione de la commune de San Giovanni Bianco, au début du Val Taleggio (it), dans la province de Bergame, en Lombardie. 
Le territoire d'Oneta, comme celui de l'actuelle province de Bergame, se trouvait aux confins de la république de Venise. Selon la tradition, le personnage qui a inspiré le masque d'Arlequin, un certain Zanni, serait né dans ce bâtiment d'Oneta, qui, à ce jour, abrite, outre le musée consacré à ce personnage, un restaurant.